# Kordowiec (Młodów)
Kordowiec – część wsi Młodów w Polsce, położona w województwie małopolskim, w powiecie nowosądeckim, w gminie Piwniczna-Zdrój.
W latach 1975–1998 wieś administracyjnie należała do województwa nowosądeckiego.